# Untouchable (Itzy-låt)
Untouchable är en låt framförd av den sydkoreanska tjejgruppen Itzy. Den gavs ut som huvudsingeln från deras andra studioalbum Born to Be den 8 januari 2024 genom JYP Entertainment. Låten, som är skriven av Bang Hye-hyun och Lee Seu-ran, innehåller element av danspop och EDM. Texten beskriver motståndskraften i att bemöta svårigheter i verkligheten.

## Bakgrund och utgivning
Den 4 december 2023 tillkännagav JYP Entertainment Itzys andra studioalbum Born to Be, tillsammans med låtlistan, vilken listade "Untouchable" som albumets huvudsingel med utgivningsdatum den 8 januari 2024. Då lanseringen ägde rum under Lias uppehåll spelades singeln in av gruppen som en kvartett.
Ett klipp från singelns musikvideo som visade kvartetten uppträda på en rak linje publicerades som singelns första förhandsklipp den 4 januari 2024. Ett annat förhandsklipp publicerades dagen därpå, där medlemmarna var iklädda helsvarta kläder och uppträdde på en scen belysta av röda ljus.

## Komposition
Texten till "Untouchable" skrevs av Bang Hye-hyun och Lee Seu-ran, medan musiken komponerades av Maria Marcus, Zarah Christenson och Toblas Näslund. Det är en danspop-EDM-låt karakteriserad av "starka gitarrljud" som beskriver ens motståndskraft i att bemöta svårigheter i verkligheten. Låten består av "mycket beroendeframkallande refränger" backade av en "elektrifierande rytm" och har en speltid på tre minuter och 14 sekunder. Den är komponerad i C-moll med ett genomsnittligt tempo på 105 taktslag i minuten.

## Musikvideo
Videon till låten gavs ut samma dag som albumet, den 8 januari 2024. I videon "struttar medlemmarna in i rampljuset" medan de blir omringade av en "mur av soldater som håller upp sina kravallsköldar", då de framför en "dynamisk koreografi" som deras vapen. Azrin Tan på Vogue Singapore menade att videon uppvisar en "mogen" image av gruppen, med komplimanger över låtens "eleganta" koreografi och medlemmarnas styling.  Videon kulminerar med att kvartetten orsakar en explosion när soldaterna når fram till gruppen, medan de fortsätter sitt uppträdande.

## Listplaceringar
| Lista (2024)                             | Högsta placering |
| ---------------------------------------- | ---------------- |
| Singapore Regional (RIAS)                | 20               |
| Sydkorea (Circle)                        | 93               |
| USA World Digital Song Sales (Billboard) | 8                |